# Li Auto

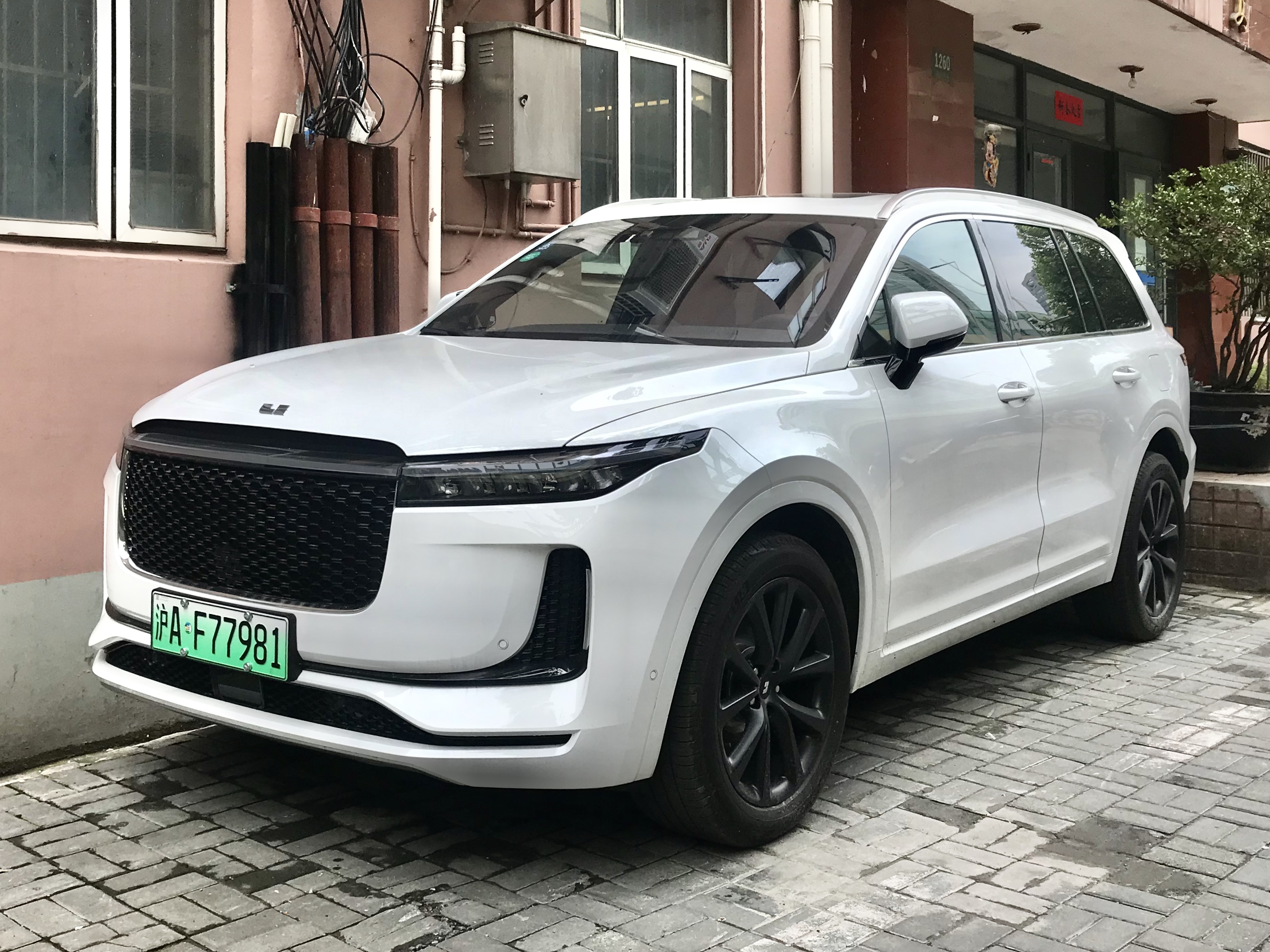
Li One

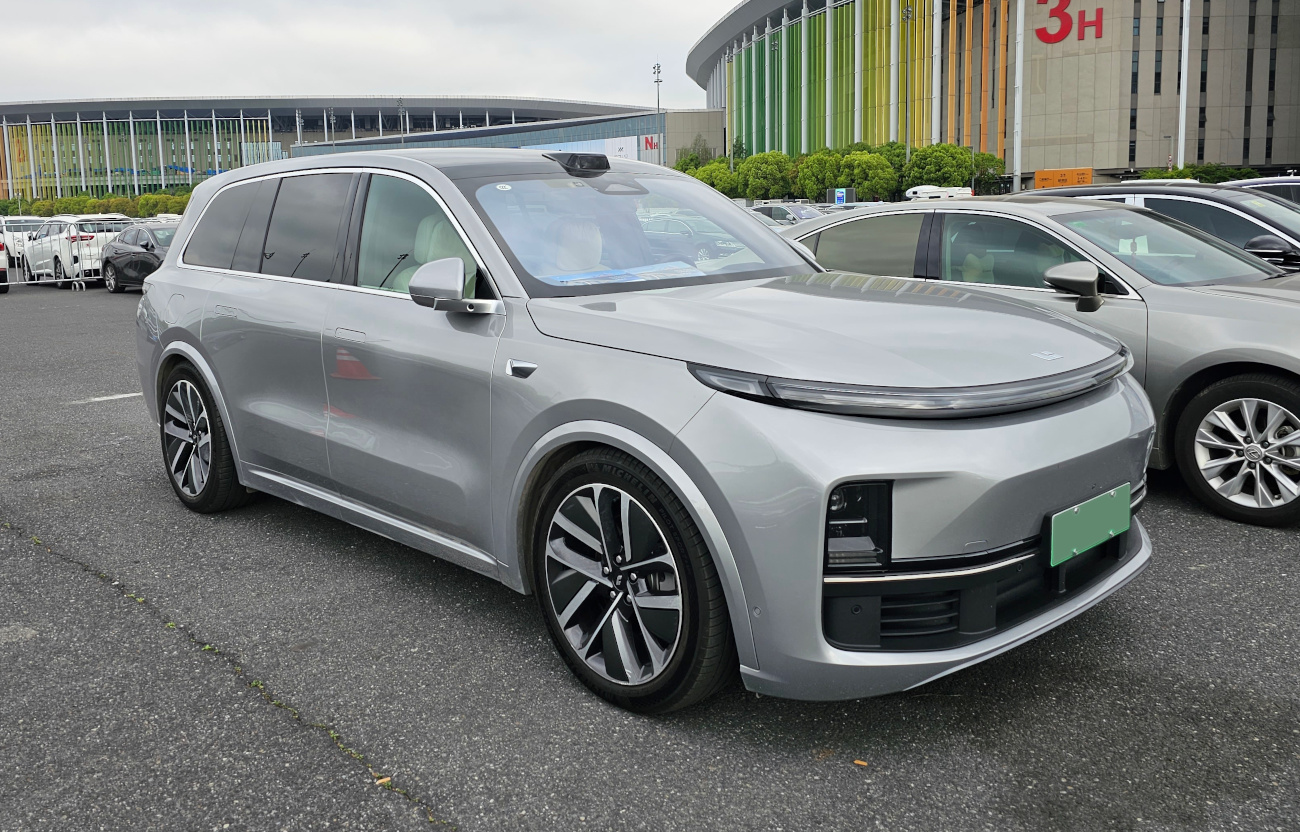
Li L9

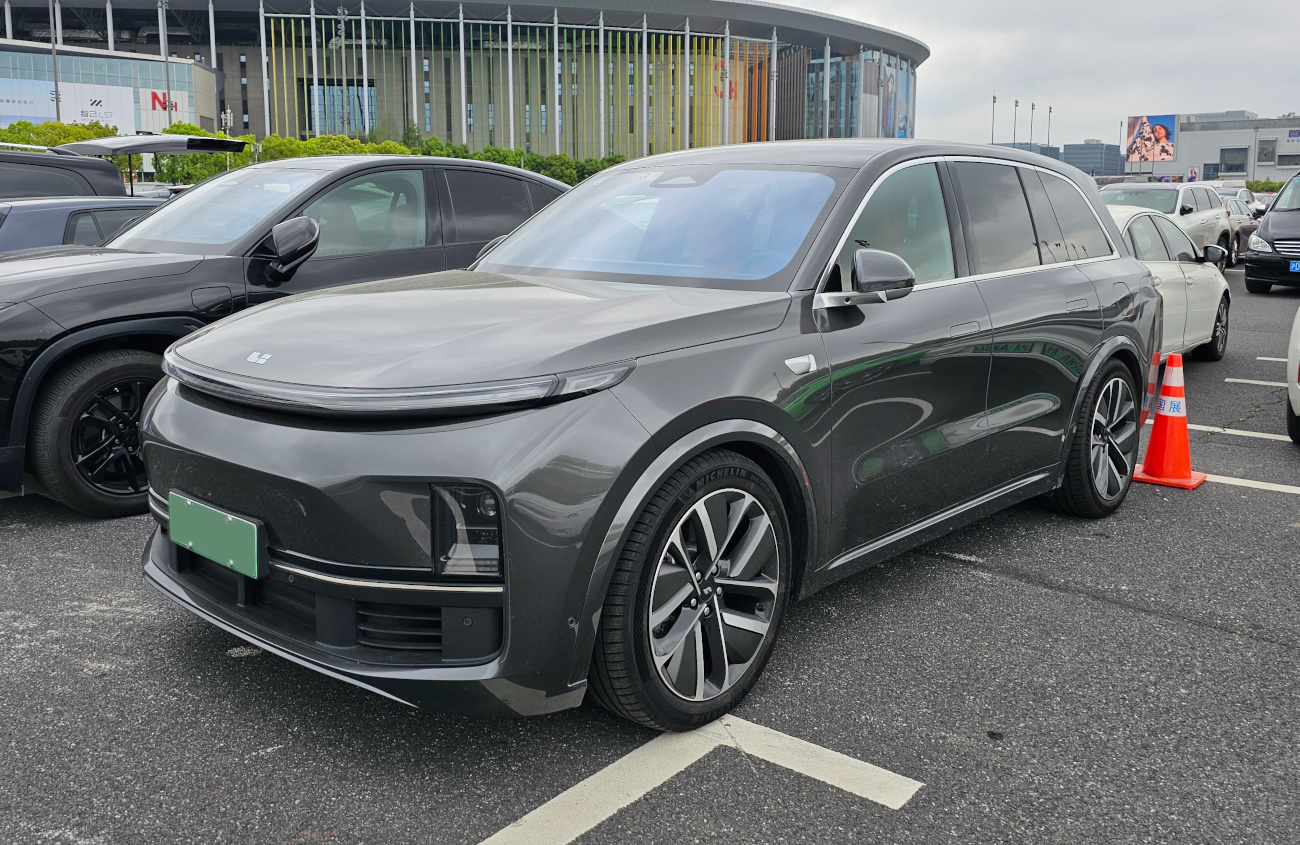
Li L8

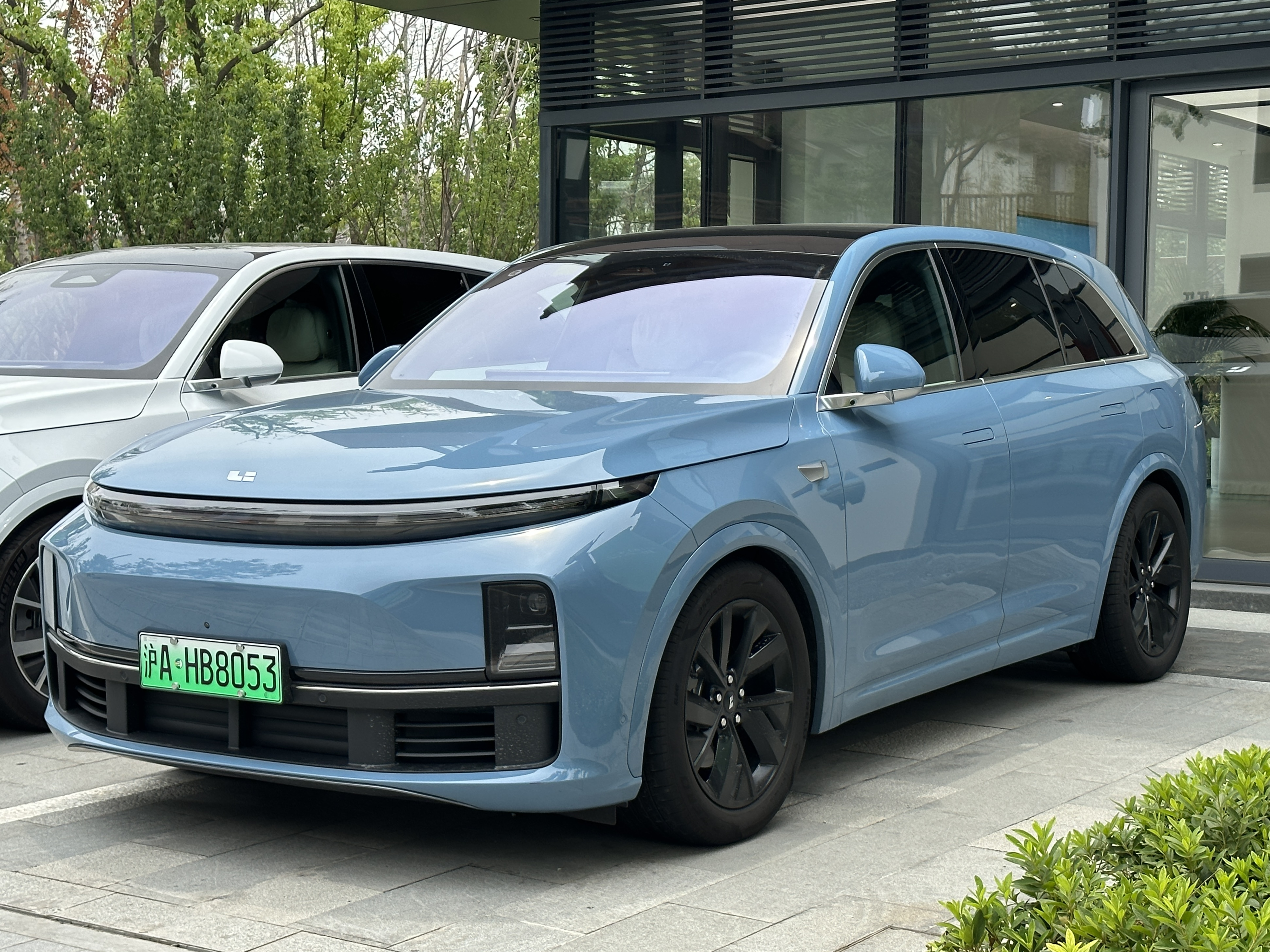
Li L7

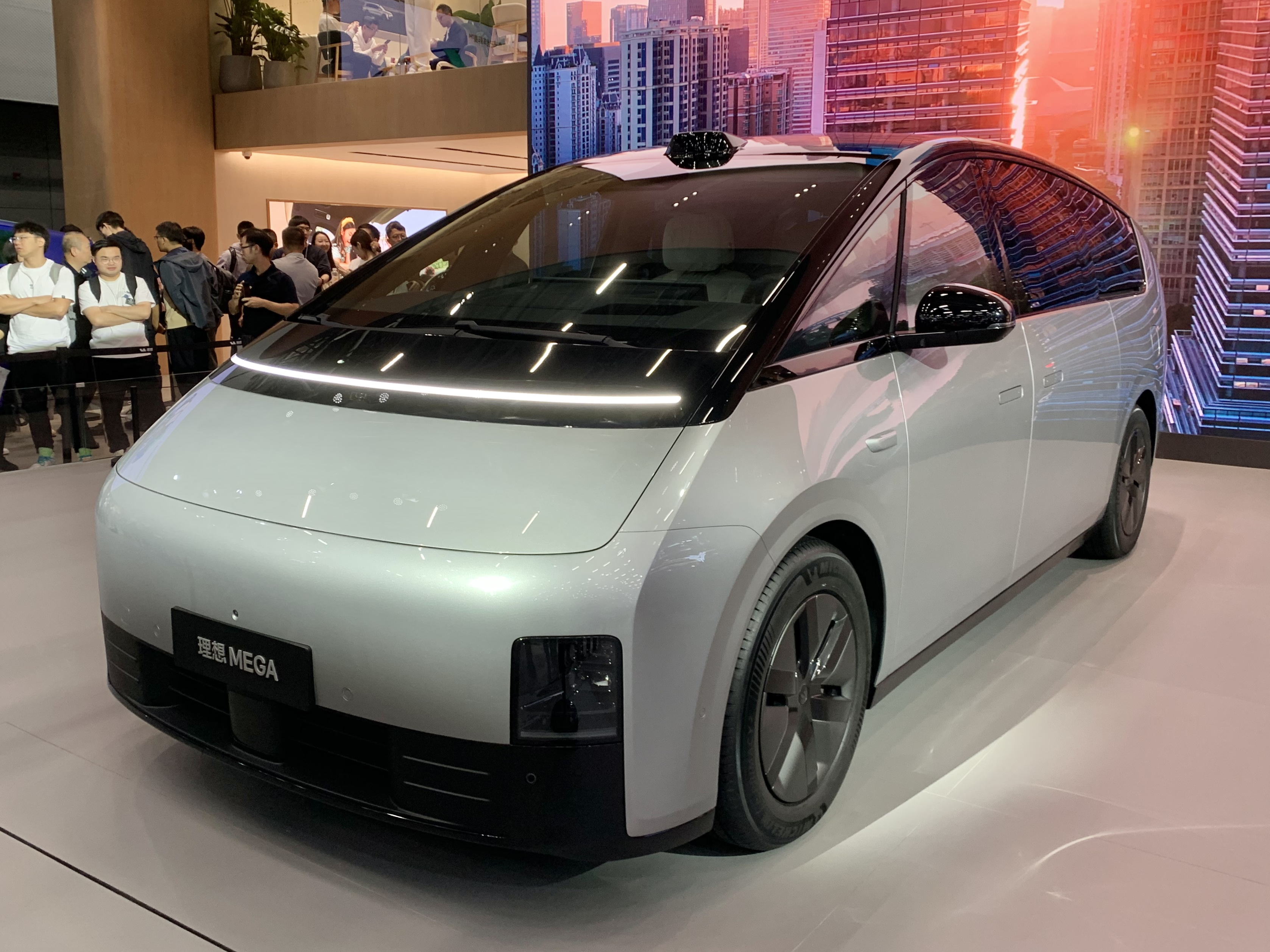
Li Mega

Li Auto – chiński producent hybrydowych i elektrycznych samochodów osobowych, z siedzibą w Pekinie, działający od 2015 roku.

## Historia
Startup Li Auto został założony w 2015 roku w Pekinie przez chińskiego przedsiębiorcę Li Xianga, zaczerpując swoją nazwę od personaliów założyciela. Głównymi inwestorami zostali chińscy giganci branży cyfrowej jak m.in. Meituan-Dianping i właściciel aplikacji TikTok czy ByteDance. Za cel obrano rozwój technologii hybrydowej, łącząc układ elektryczny z dodatkowym silnikiem spalinowym jako tzw. range extender. Efektem prac konstrukcyjnych Li Auto nad pierwszym modelem samochodu, które trwały w centrum konstrukcyjnym w Changzhou, był duży SUV Li One. Hybrydowy pojazd miał swoją premierę w marcu 2019 roku, rozpoczynając dostawy pojazdu do klientów wyłącznie na rynku chińskim w grudniu 2019 roku. Samochód zdobył dużą popularność wśród nabywców - w 2021 roku sprzedaż hybrydowych SUV-ów przekroczyła pułap 30 tysięcy egzemplarzy, będąc przez to jednym z najpopularniejszych tego typu samochodów na lokalnym rynku.
W lipcu 2020 Li Auto stało się spółką publiczną. Chiński startup wszedł na nowojorską giełdę papierów wartościowych, ogłaszając pierwszą rundę finansowania swojej działalności wynoszącą 1,1 miliarda dolarów amerykańskich. Pomimo dobrych wyników sprzedażowych i dużej popularności na chińskim rynku modelowym, Li Auto spotkało się z dużymi trudnościami na polu zbierania wystarczającej kwoty od inwestorów podczas pierwszego pełnego roku na giełdzie. Zamknięto go z 70% oczekiwanej wartości pierwszej rundy finansowania.
W 2022 roku Li Auto gruntownie odświeżyło swoje portfolio, wdrażając nowy język stylistyczny i poszerzając gamę modelową z dotychczasowego jednego SUV-a Li One do trzech zupełnie nowych konstrukcji. Pierwszą z nich zostało flagowe Li L9, które zadebiutowało w marcu. Następnie, we wrześniu tego samego roku zaprezentowano jego skrócony wariant o nazwie Li L8 oraz jeszcze mniejsze, pozbawione jako jedyne trzeciego rzędu siedzeń Li L7 jako podstawowy model w nowej gamie chińskiej firmy. W tym samym miesiącu Li Auto podjęło decyzję o zakończeniu produkcji Li One z październikiem 2022 roku, wywołując negatywny odzew ze strony ostatnich nabywców hybrydowego SUV-a.
W listopadzie 2023 roku Li Auto przedstawiło swój pierwszy samochód niebędący luksusowym SUV-em, a także wyposażony nie w hybrydowy, a pełni elektryczny napęd. Gamę firmy jako czwarty produkt poszerzył duży, luksusowy minivan Li Mega będący odpowiedzią na dynamiczny rozwój tego segmentu w Chinach. W kwietniu 2024 Li Auto ponownie rozszerzyło swoje portfolio hybrydowych SUV-ów, tym razem o jeszcze mniejszą wariację - długi na nieco ponad 4,92 metra model Li L6. Samochód został w momencie premiery także najtańszym produktem chińskiej firmy na wewnętrznym rynku, z ceną 249 800 juanów za podstawowy wariant.

### Kontrowersje
Wiosną 2020 roku media obiegły doniesienia o kłopotach użytkowników z ich egzemplarzami SUV-a One. Jeden z właścicieli odnotował kłopoty z działaniem układu hamulcowego, z kolei zaledwie dzień po pojawieniu się tych informacji inny kierowca One'a skarżył się na zapach dymu w kabinie pasażerskiej. Producent zaprzeczył, jakoby ryzyko wystąpienia tych usterek dotyczyło innych egzemplarzy hybrydowego SUV-a. 
W lipcu 2021 roku chińskie medium społecznościowe Weibo obiegło nagranie przedstawiające odnalezienie przez jednego z właścicieli Li One kulek rtęci, która jako substancja do produkcji samochodów jest zakazana w Chinach. Ślady surowca namierzono w fotelu, a po jego zdjęciu odnotowano ich jeszcze więcej. Przedstawiciele Li Auto rozpoczęli śledztwo tuż po opublikowaniu nagrania, potwierdzając ich autentyczność.

## Modele samochodów

### Obecnie produkowane

#### SUV-y
- L6
- L7
- L8
- L9

#### Minivany
- Mega

### Historyczne
- One (2019–2022)